# 伍永森
伍永森（英語：Winston Ng Wing Sham，1909年1月22日—2000年5月4日），為前無綫電視、佳藝電視、麗的電視及亞洲電視男藝員，在電視劇中多飾演奸詐小人，如《浣花洗劍錄》中的李名生、《秦始皇》的郭開（陷害廉頗)、《萍蹤俠影錄》中的康超海等。

## 電影
- 1974年
  - 香港73
- 1975年
  - 老夫子
- 1978年
  - 亂龍搏懵（同時為該片製片人）
  - 白粉雙雄

## 電視劇（無綫電視）
- 1975年
  - 香港風情畫 之 污染 飾 四叔
  - 香港風情畫 之 善後 飾 欣父

## 電視劇（佳藝電視）
- 1976年 - 隋唐風雲

## 電視劇（麗的電視/亞洲電視）
- 1976年                                                                                                                                                                                                                       
  - 大家姐 飾 管叔
  - 十大刺客 ~ 秋瑾 飾 顧松
- 1977年
  - 電視人 飾 莊威廉

- 1978年
  - 浣花洗劍錄 飾 李名生
  - 變色龍 飾 古而今
- 1979年
  - 奇女子 飾 黃主任
  - 大白鯊 飾 阿強
- 1980年
  - 人在江湖 飾 神鵰
- 1981年 
  - 珠海梟雄 飾 師爺超
  - 對對糊 飾 表叔
  - 馬永貞 飾 父
  - 大昏迷 飾 阿順
- 1983年   
  - 八美圖 飾 高勁
- 1984年
  - 雲海玉弓緣 飾 西門牧野
  - 王昭君 飾 魯奉世
- 1985年
  - 秦始皇 飾 郭開
  - 萍蹤俠影錄 飾 康超海
  - 諸葛亮 飾 蔡瑁
- 1987年
  - 紅塵 飾 鄭鎮東
  - 滿清十三皇朝 飾 龔正陸
- 1988年
  - 錦衣衛 飾 朱元璋
  - 狂俠·天驕·魔女 飾 金超岳
- 1989年
  - 龍鳳喜迎春 飾 屈仁

## 外部連結
- 香港影庫上伍永森 （页面存档备份，存于）的連結
- 時光網 - 伍永森 （页面存档备份，存于）